# Emydidae
Los emídidos (Emydidae) son una familia de tortugas acuáticas y semiacuáticas carnívoras que contiene más de 80 especies, entre las que destacan la tortuga pintada (Chrysemys picta), las especies del género Trachemys, el galápago europeo (Emys orbicularis) y el género Terrapene de las tortugas de caja americanas.

## Características
A esta familia pertenecen las tortugas que viven la mayor parte del tiempo en el agua, que habitan en estanques, embalses, ríos, yendo a la tierra cuando tienen que encontrar lugares adecuados para hacer la puesta. El apareamiento puede ocurrir en la tierra o bajo el agua y el macho persigue a la hembra. Los huevos son alargados y de cáscara dura. Los nuevos individuos tienen un diseño más redondeado y con la cáscara más marcada que los adultos. Sus patas se han modificado para poder nadar y para poder cazar los alimentos. Debido a la pérdida progresiva de su hábitat natural debido a la presión humana, las poblaciones de estas tortugas están disminuyendo. 

## Clasificación
- Subfamilia Emydinae
  - Género Emys
    - Emys orbicularis (Linnaeus, 1758)

  - Género Emydoidea
  - Género Actinemys
  - Género Clemmys
  - Género Glyptemys
  - Género Terrapene

- Subfamilia Deirochelyinae
  - Género Deirochelys
  - Género Chrysemys
  - Género Graptemys
  - Género Malaclemys
  - Género Pseudemys
  - Género Trachemys